# USS Newport News (SSN-750)
Za druga plovila z istim imenom glejte USS Newport News.
USS Newport News (SSN-750) je jedrska jurišna podmornica razreda los angeles.